# کیوگوکو تاکاموتو

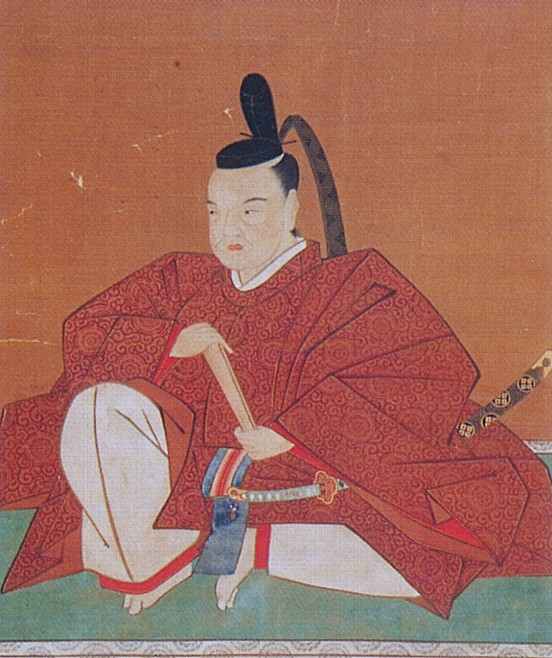

کیوگوکو تاکاموتو (به ژاپنی: 京極 高知 Kyōgoku Takatomo) (۱۵۷۲ – ۱۶۲۲ میلادی) یک دایمیو در دوره سنگوکو و اوایل دوره ادو بود.